# Komnenen
De Komnenen (Grieks: Κομνηνός, Κομνηνοί) waren een adellijke dynastie in het Byzantijnse Rijk. Ze leverden van 1057 tot 1059 en vervolgens van 1081 tot 1185 de keizers van Byzantium, alsook van 1204 tot 1461 de heersers in het keizerrijk Trebizonde met de titel Groot-Komneen.
De Komnenen waren een officierenfamilie, die, uit het dorp Komne stammend (de lokalisering is omstreden: eventueel in Thracië, waarschijnlijker echter in Klein-Azië), zich in Paphlagonië hadden gevestigd en sinds de tijd van keizer Basileios II grootgrondbezitter waren. Hun heerschappij ging gepaard met een voortdurende verslechtering van de economie en de administratie terwijl het rijk een culturele bloeitijd kende. De beoordeling van de Komnenen en hun heerschappij is in het onderzoek dan ook ambivalent.

## Byzantijnse keizers uit de familie Komnenos

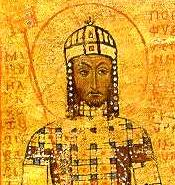
Manuel I

- Isaäk I Komnenos (1057-1059)
- Alexios I Komnenos (1081-1118)
- Johannes II Komnenos (1118-1143)
- Manuel I Komnenos (1143-1180)
- Alexios II Komnenos (1180-1183)
- Andronikos I Komnenos (1183-1185)

## Keizers van Trebizonde uit de familie Komnenos
- Alexios I Megas Komnenos (1204-1222)
- Andronikos I Gidos (1222-1235)
- Johannes I Megas Komnenos Axouchos (1235-1238)
- Manuel I Megas Komnenos (1238-1263)
- Andronikos II Megas Komnenos (1263-1266)
- Georgios Megas Komnenos (1266-1280)
- Johannes II Megas Komnenos (1280-1284)
- Theodora Megale Komnene (1284-1285)
- Johannes II Megas Komnenos (1285-1297) (opnieuw)
- Alexios II Megas Komnenos (1297-1330)
- Andronikos III Megas Komnenos (1330-1332)
- Manuel II Megas Komnenos (1332)
- Basileios Megas Komnenos (1332-1340)
- Anna Anachutu Komnene (1341)
- Michael Megas Komnenos (1341)
- Anna Anachutu Megas Komnene (1341-1342) (opnieuw)
- Johannes III Megas Komnenos (1342-1344)
- Michael Megas Komnenos (1344-1349) (opnieuw)
- Alexios III Megas Komnenos (1349-1390)
- Manuel III Megas Komnenos (1390-1417)
- Alexios IV Megas Komnenos (1417-1429)
- Johannes IV Megas Komnenos (1429-1458)
- David Megas Komnenos (1458-1462)

## Keizer van Cyprus uit de familie Komnenos
- Isaak Komnenos van Cyprus (ca. 1183-1192)

## Familiebanden

### Van Isaak I tot Johannes II
1. Manuel (of Michael) Erotikos Komnenos
  1. Isaak I Komnenos, keizer van Byzantium 1057-1059 ∞ Katharina van Bulgarije, dochter van de tsaar Vladislav
  2. Johannes Komnenos († 1067)
    1. Alexios I Komnenos (1048-1118), keizer van Byzantium 1081-1118 ∞ 1077/8 Irene, dochter van Andronikos Dukas
      1. Anna Komnene (1083-na1148) ∞ 1118 Nikephoros Bryennios († 1137)
      2. Johannes II Komnenos (1087-1143), keizer van Byzantium 1118-1143 ∞ 1104 Prisca/Irene († 1133), dochter van koning Ladislaus van Hongarije (nakomelingen: zie onder)
      3. Theodora Komnene ∞ Constantijn Angelos
      4. Isaak Komnenos (nakomelingen: zie onder)

### Van Johannes II tot Alexios II
1. Johannes II Komnenos (1087-1143), keizer van Byzantium 1118-1143
  1. Alexios Komnenos
  2. Andronikos Komnenos († 1142)
    1. Johannes Dukas Komnenos († 1176)
      1. Maria Komnene (* 1154, † voor 1217) ∞ 1) Amalrik I koning van Jeruzalem († 1174) ∞ 2) 1177 Balian van Ibelin († 1193) heer van Nablus
      2. Theodora Komnene ∞ Bohemund III (rond 1142-1201) vorst van Antiochië

    2. Theodora Komnene († 1184) ∞ 1148/9 Hendrik II Jasomirgott hertog van Oostenrijk (rond 1112-1177)
    3. Alexios Komnenos, regent in 1180/2
      1. Eudokia Komnene (* rond 1162) ∞ 1174, gescheiden in 1187, Willem VIII van Montpellier († 1202)

  3. Isaak Komnenos
    1. Dochter (Eirene?)
      1. Isaak Komnenos keizer van Cyprus 1184-1191

    2. Theodora Komnena (*1144) ∞ 1) Boudewijn III (1129/30-1162), koning van Jeruzalem, ∞ 2) 1167 Andronikos I Komnenos (1110-1185), keizer van Byzantium 1183-1185

  4. Manuel I Komnenos (1122-1180), keizer van Byzantium 1143-1180 ∞ 1) 1146 Berta van Sulzbach († 1160), dochter van graaf Berengarius I, ∞ 2) 1161 Maria van Antiochië (1145-1182), dochter van vorst Raymond
    1. Maria Komnene († 1183) ∞ 1) 1164, gescheiden in 1168, Béla III, koning van Hongarije, ∞ 2) 1179 Reinier († 1183) markgraaf van Montferrat
    2. Alexios II Komnenos (1167-1183), keizer van Byzantium 1180-1183 ∞ 1180 Agnes (Anna) van Frankrijk (1171-na 1240), dochter van koning Lodewijk VII

### Van Andronikos I tot Johannes II van Trebizonde
1. Isaak Komnenos (zie boven)
  1. Andronikos I Komnenos (1110-1185), keizer van Byzantium 1183-1185, ∞ 1) NN, ∞ 2) Philippa van Antiochië, dochter van vorst Raymond, 3) 1167 Theodora Komnena (* 1144), dochter van Johannes (Isaak) Komnenos (huwelijk wegens verboden verwantschapsgraad niet erkend, ∞ 4) 1183 Agnes van Anjou (1171-na 1240), dochter van koning Lodewijk VII, weduwe van Alexios II Komnenos
    1. Manuel Komnenos († 1186)
      1. Alexios I Megas Komnenos (1182-1222), keizer van Trebizonde 1204-1222
        1. Johannes I Megas Komnenos, keizer van Trebizonde 1235-1238
        2. Manuel I Megas Komnenos, keizer van Trebizonde († 1263) 1238-1263
          1. Andronikos II Megas Komnenos († 1266) keizer van Trebizonde 1263-1266
          2. Georgios Megas Komnenos († 1280) keizer van Trebizonde 1266-1280
          3. Johannes II Megas Komnenos († 1297) keizer van Trebizonde 1280-1297, ∞ 1282 Eudokia Palaiologa († 1302), dochter van keizer Michael VIII Palaiologus van Byzantium (nakomelingen: zie onder)
          4. Theodora Komnene, keizerin van Trebizonde 1285

        3. Dochter ∞ Andronikos I Gidos keizer van Trebizonde 1222-1235

      2. David Komnenos, († ca. 1214)

    2. Irene Komnene ∞ Isaäk II Angelos (rond 1155-1204), keizer van Byzantium

### Van Alexios II tot David
1. Johannes II Megas Komnenos († 1297) keizer van Trebizonde 1280-1297 (zie boven)
  1. Alexios II Megas Komnenos (1283-1330), keizer van Trebizonde 1297-1330
    1. Andronikos III Megas Komnenos, keizer van Trebizonde 1330-1332
      1. Manuel II Megas Komnenos (* 1324), keizer van Trebizonde 1332

    2. Basileios Komnenos (1315-1340), keizer van Trebizonde 1332-1340 ∞ 1) gescheiden in 1339, Irene, dochter van keizer Andronikos III van Byzantium, ∞ 2) 1339 Irene
      1. Alexios III Megas Komnenos (1339-1390) keizer van Trebizonde 1349-1390, ∞ 1352 Theodora Kantakuzena
        1. Manuel III Megas Komnenos (1364-1417) keizer van Trebizonde 1390-1417
          1. Alexios IV Megas Komnenos (1382-1429) keizer van Trebizonde 1417-1429 ∞ 1396 Theodora Kantakuzena († 1426)
            1. Johannes IV Megas Komnenos († 1458), keizer van Trebizonde 1429-1458
            2. David Megas Komnenos († 1466), keizer van Trebizonde 1458-1462
            3. Maria Komnene († 1439) ∞ 1427 Johannes VIII (1391-1448), keizer van Byzantium

    3. Anna Anachutu Komnene, keizerin van Trapezunt 1341-1342

  2. Michael Komnenos (1284-1349), keizer van Trebizonde 1344-1349
    1. Johannes III Megas Komnenos (1319-1361), keizer van Trebizonde 1342-1344